# 村橋俊一
村橋 俊一（むらはし しゅんいち、1937年5月12日 - ）は、日本の化学者。専門は、有機合成化学・有機金属化学。大阪大学名誉教授。日本化学会会長、日本学術会議会員、同連携会員などを歴任。曽祖父・村橋次郎、祖父・村橋素吉、父・村橋俊介ともに化学者。 大阪府吹田市出身。

## 略歴
- 1961　大阪大学工学部応用化学科卒業
- 1963　大阪大学大学院工学研究科修士課程修了
- 1963　大阪大学助手 基礎工学部
- 1967　工学博士（大阪大学）（守谷 一郎 教授）「遷移金属錯体を用いる基本的合成反応の開拓」
- 1968　米国コロンビア大学博士研究員（Ronald Breslow 教授）
- 1972　大阪大学助教授 基礎工学部
- 1979　大阪大学教授 基礎工学部
- 1992　レンヌ大学客員教授
- 1995　九州大学有機化学基礎研究センター教授（-2000）
- 1997　大阪大学教授 大学院基礎工学研究科化学専攻
- 1997　P. M. Curie大学客員教授
- 1998　大阪大学評議員（-1999）
- 2000　日本化学会会長
- 2000　日本学術会議会員（-2005）
- 2001　大阪大学定年退職
- 2001　大阪大学名誉教授
- 2001　岡山理科大学客員教授（-2013）
- 2006　日本学術会議連携会員（-2011）

## 受賞
- 1970　日本化学会進歩賞「カルベンおよびその類似中間体の構造と反応性に関する研究」
- 1991　日本学術振興会 NSERC Lectureship
- 1995　日本化学会賞「遷移金属錯体を用いる基本的合成反応の開拓」
- 1995　Rennes大学 名誉博士号
- 1996　MERCK-Schuchardt Lectureship
- 2002　フンボルト賞
- 2003　Minakata-Avogadro 講演賞
- 2005　有機合成化学特別賞 [4]
- 2010　日本学士院賞 「遷移金属分子による骨格形成法と修飾法の開拓」[5]
- 2012　瑞宝中綬章 [6]